# Nykyfor Ivanovych Blavatnyi
Nykýfor Ivánovych Blavatnyi (Блаватний Никифор Іванович; 13 de marzo de 1886, Parjómivka, Ucrania - 7 de abril de 1941, Buenos Aires, Argentina) fue un militar, activista social, escritor, dramaturgo y periodista ucraniano.

## Biografía
Nació en la aldea de Parjómivka (actualmente en el raión de Volodarka de la óblast de Kiev)  en la familia de Iván y Ahrypyna Blavatnyi. Era descendiente de la estirpe de los Blavatnyi (Blavatnyi, Oblavatnyi). Su bautismo fue el 16 de marzo de 1886 en la iglesia local. En 1897 junto a su padre de religión ortodoxa, quien sabía leer y escribir (estudió en la escuela laboral ministerial), su idioma materno fue el ucraniano.
Estudió en la escuela comercial de Kiev, la que no finalizó, ingresando posteriormente en la Escuela Militar de Tyflis. A partir de allí comienza su carrera militar. El comienzo de la Primera Guerra Mundial lo encuentra con el grado de teniente. Alcanzó el grado de capitán y seguramente por heridas fue trasladado a la reserva del 14- Regimiento de Infantería, este a comienzos de 1917 fue asentado en Úmañ. Se ocupó entonces de la ucrainización del regimiento.
El 22 de febrero de 1917 la Asamblea Territorial Extraordinaria de Úmañ nominó a Nykýfor Blavatnyi al puesto de Comisario Distrital en la estructura del Gobierno provisional ruso. El 29 de junio de ese mismo año la asamblea campesina de Úmañ le confió la tarea de encabezar la organización del movimiento de Cosacos Libres en Úmañ. Posteriormente Blavatnyi se convierte en Koshovyi Otamán. Con dicho rango participa, posiblemente, en el Congreso de los Cosacos Libres (Chiguirín, 3 de octubre) en el que el teniente Pavló Skoropadskyi es elegido otomán general. Asimismo participó activamente en las elecciones para la Asamblea Fundacional. A fines de octubre deja su cargo de Comisario Distrital de Úmañ.
En enero – febrero del año 1918 Nykýfor Blavatnyi era uno de los más activos oficiales en el círculo de Symon Petlyura. Encabezó el grupo militar (el Regimiento Chorni Haidamaky, conformado por 150 estudiantes de la 2-a escuela juvenil y 30 - 40 Fusileros del Sich), la que el 17 (30) de enero (es decir al día siguiente de la Batalla de Kruty) comenzó exitosamente la lucha en la estación de Kononivka en contra de los ejércitos bolcheviques – la columna de Járkov encabezada por Belenkóvych (compuesta por 1100 bayonetas), y al día siguiente en Yahotýn contra las reagrupadas fuerzas bolcheviques (a las fuerzas de Belenkóvych se sumaron las fuerzas de Muravyov que participaron de Kruty) infringiendo numerosas bajas. El 19 de enero (1 de febrero) por orden de Nykýfor Blavatnyi fue dinamitado el puente sobre el río Trubizh, deteniendo el avance enemigo por otros dos días. Por orden de Petlura el grupo de Blavatnyi (con mínimas bajas) retornó a Kiev, donde formó parte del aplastamiento del levantamiento bolchevique en la fábrica “Arsenal”. Blavatnyi comandó una de las tres columnas de asalto a la fábrica, y luego al frente de los Chorni Haidamaky participó de la defensa de Kiev.
Tras la constitución el 29 de abril de 1918 del Estado Ucraniano, Nykýfor Blavatnyi se encuentra en el círculo de colaboradores del Hetman Pavló Skoropadskyi. Luego de la llegada a Kiev de la familia del Hetman él se convirtió en el educador del hetmanych (Nota de la traducción: príncipe) Danylo y su maestro de lengua ucraniana. Desempeño también un rol político. Blavatnyi fue designado miembro del Consejo General Cosaco (mediados de junio). Designado capitán - Blavatnyi acompañó al Hetman en numerosos acontecimientos de aquellos tiempos y esta posición personal le permitió relacionarse con numerosos miembros del politicum ucraniano de ese entonces. Hacia mediados de octubre Blavatnyi fue ascendido a coronel. En este puesto llevó a cabo numerosas misiones personales. Como ejemplo, del 28 al 30 de octubre en nombre del Hetman participó en la inauguración del monumento a Tarás Shevchenko en Romnakh, y el 12 de noviembre condujo, en Bila Tserkva el encuentro político con el cuerpo de oficiales del Destacamento Especial de Fusileros del Sich encabezado por Andriy Mélnik y Evhén Konovalets.
En la segunda mitad de noviembre Blavatnyi junto a un grupo de personas de confianza de Kiev a Odesa a los hijos del Hetman y los bienes familiares de los Skoropadskyi. Luego a través de Rumania, Turquía y Grecia arribaron a Italia. En la segunda mitad de julio de 1919 el coronel trasladó a Suiza a los hijos y los bienes de la Familia Skoropadskyi. En 1919 – 1920 Blavatnyi es mencionado en Viena, donde se vio involucrado en un affaire financiero, el que tuvo lugar, posiblemente a instancia de los del Hetman Skoropadskyi. Vivió posteriormente en Úzhhorod (en ese entonces Checoslovaquia).
El 26 de mayo de 1926 con la ayuda del Profesor Dmytró Doroshenko el coronel parte de Bremen hacia la Argentina, radicándose en Buenos Aires. Allí tomó parte activa en la construcción cultural y política de la diáspora Ucrania. Fue miembro de “PROSVITA”, la Hermandad de Excombatientes y el Movimiento Pro Hetmanato, asimismo fue redactor de periódicos y colaborador de los mismos. También fue el autor de tres dramas sobre los acontecimientos de la Revolución Ucrania de 1917-1921. La publicación de uno de estos dramas se convirtió en el primer libro editado en lengua ucraniana en la Argentina.
Falleció en Buenos Aires el 7 de abril de 1941.

## Familia
Estaba casado con Oleksandra Ivánivna Zasiadvovk, la que permaneció en Ucrania y luego de la Segunda Guerra Mundial vivió en la ciudad de Smila. Sus hijos fueron Halyna y Volodýmyr.

## Obras
- «На шляху до перемоги», драма (публікація 1932 р.) / «Na shlakhu do peremohy» (“En el camino de la victoria”) drama (publicado en 1932);
- «Січовий стрілець», драма / «Sichovyi Strilech» (“Fusilero del Sich”) drama;
- «Посієш вітер — пожнеш бурю», драма / «Poshiyesh viter – pozhnesh buriu» (“Siembra viento — cosecharas una tempestad “) drama.

## Literatura
- Чернецький Є. Шляхами полковника Никифора Блаватного. 1886–1941. — Біла Церква: Вид. О. В. Пшонківський, 2013. — 140 с., генеалогічна табл. [Chernetskyi, Evhen. “Shliájamy polkóvnyka Nykýfora Blavátnoho” (“Por los caminos del Coronel Nykýfor Blavatnyi”). 1886–1941. Bila Tserkva. Editor: Oleksandr Pshonkivskyj.]

- Datos: Q14632998